# Marchesato di Scandiano

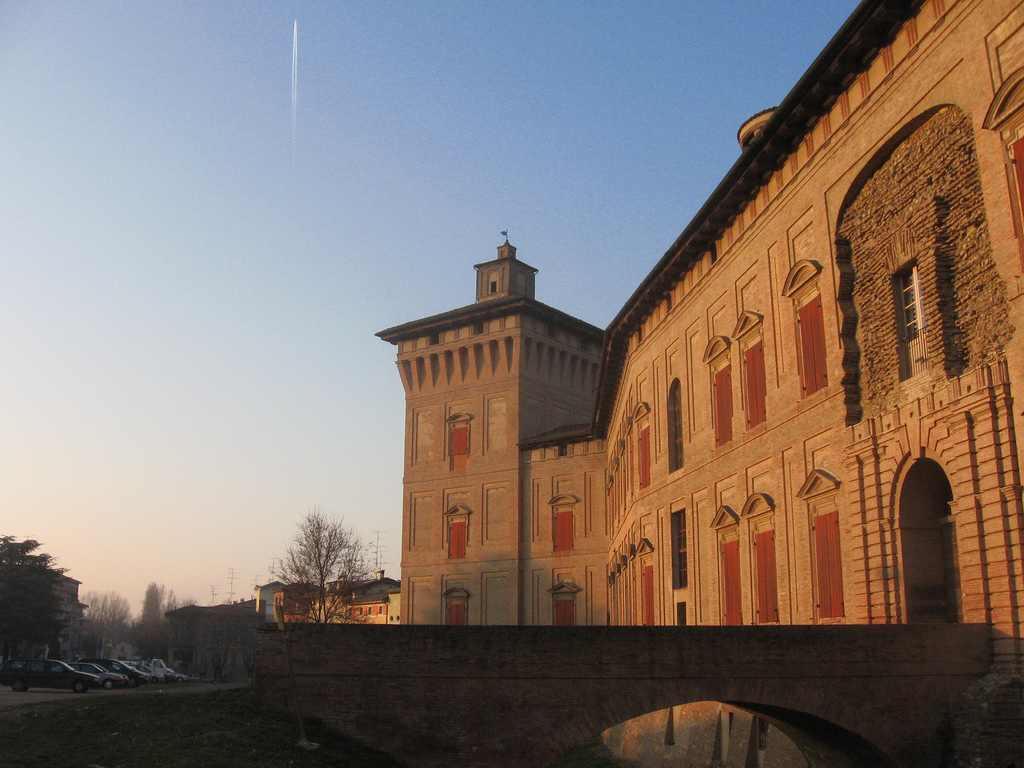
Scandiano, Rocca dei Boiardo.

Il marchesato di Scandiano fu un antico stato della penisola italiana, come feudo interno al Ducato di Modena e Reggio, costituito nel XV secolo e dissolto nel XVIII secolo.

## Storia
La contea di Scandiano era stata concessa dagli Estensi alla famiglia Thiene nel 1565, nella persona di Ottavio I. Nel 1580 la Camera Ducale Estense elevò il territorio a marchesato. 
Il Venturi nella sua Storia di Scandiano scrisse:
I Thiene vi rimasero al governo sino al 1622. Il Venturi al riguardo del governo della nobile famiglia vicentina scrisse:
Il passaggio del Venturi restituisce il sentimento di attaccamento che la città di Scandiano ebbe con la nobile famiglia dei Boiardo e che perdurò ben oltre la loro estinzione, a tal punto da mettere in ombra le altre nobili famiglie feudatarie.
Dal 1622 al 1634 il territorio tornò sotto il controllo diretto della Camera Ducale Estense, per poi passare tramite permuta con il territorio di Gualtieri, alla nobile famiglia dei Bentivoglio, nella persona del marchese Enzo Bentivoglio. 

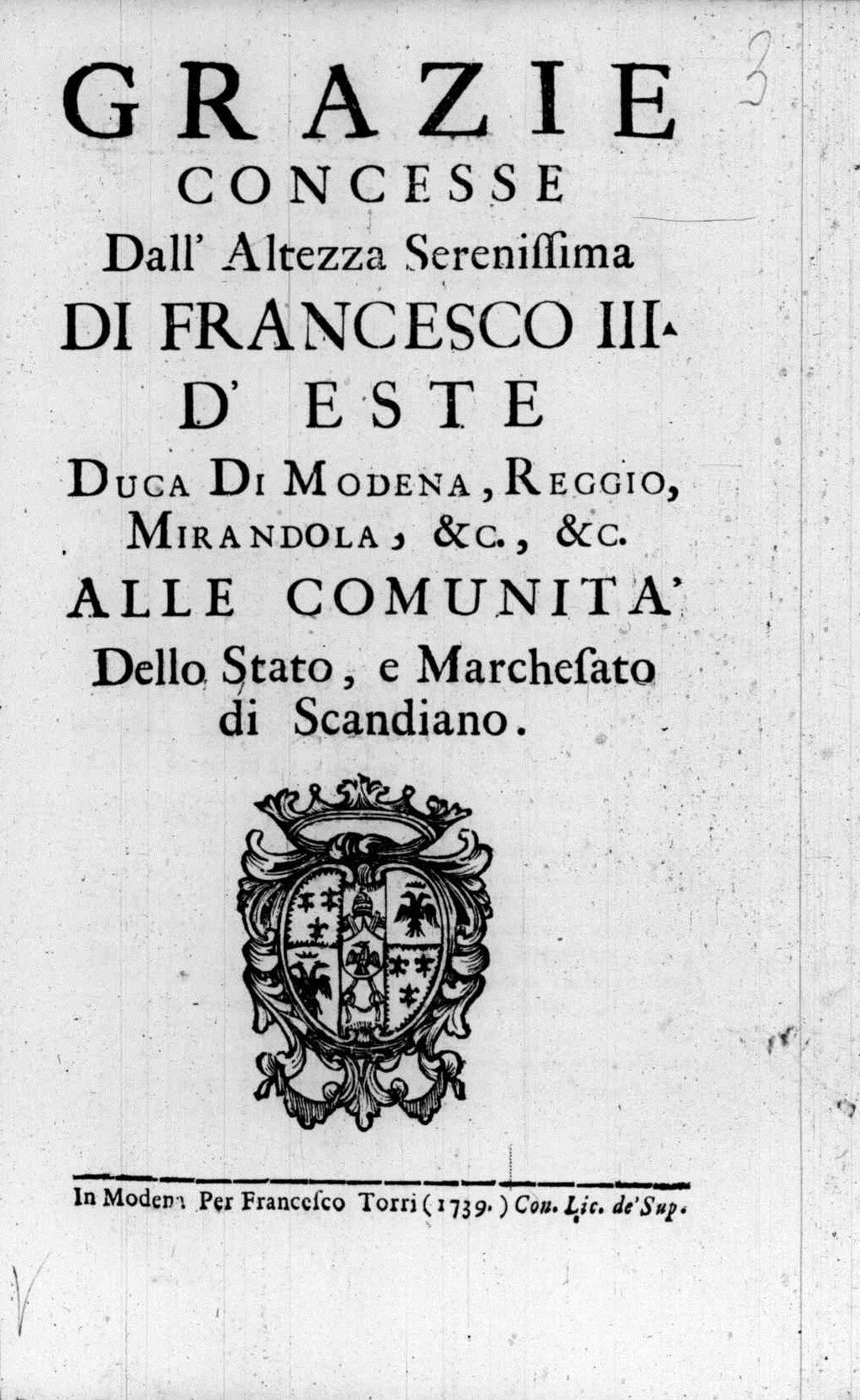
Grazie concesse dall'altezza serenissima di Francesco III d'Este alle comunità dello stato e marchesato di Scandiano, 1739

Nel 1643, Cornelio II Bentivoglio, a causa dei debiti che negli anni aveva contratto il padre, nelle opere di bonifica e nelle ristrutturazioni eseguite nella Rocca di Scandiano vendette il feudo di Scandiano alla Camera Ducale Estense; questa riservò il territorio alla linea cadetta degli Este di Scandiano, fino alla loro estinzione nel 1725. 
Tra il 1725 ed il 1750, il territorio di Scandiano fu nuovamente sotto il controllo diretto della Camera Ducale Estense, per poi essere infeudato al marchese Giambattista De Mari, che governerà il feudo fino alla morte nel 1777; dopo quindi un altro breve passaggio alla Camera Ducale Estense, verrà infeudato nel 1787 a Ercole Rinaldo d'Este, figlio illegittimo del duca di Modena e Reggio, Ercole III. 
Nel 1795 infine, alla morte di Ercole Rinaldo, ne ereditò il titolo, ma non il governo, la madre Chiara Marini, divenuta nel 1790 moglie morganatica di Ercole III.

### Marchesi di Scandiano
- Giulio Thiene 1580-1619
- Ottavio II Thiene 1619-1622
  - Dal 1622 al 1634 passò alla Camera Ducale Estense
- Enzo Bentivoglio 1634-1639
- Cornelio II Bentivoglio 1639-1643
- Luigi I d'Este 1643-1664
- Luigi II d'Este 1664-1698
- Foresto d'Este 1698-1725
  - Dal 1725 al 1750 passò alla Camera Ducale Estense
- Giovanni Battista De Mari (1750-1777)
  - Dal 1777 al 1787 passò alla Camera Ducale Estense
- Ercole Rinaldo d'Este 1787-1795